# Bobby Kirk
Robert "Bobby" Kirk (12 de agosto de 1927 — 1 de fevereiro de 2010) foi um futebolista escocês.